# Michael Redtenbacher
Michael Redtenbacher (* 7. Mai 1940 in Wien) ist ein österreichischer Chirurg.

## Leben
Redtenbacher hat 1958 am RG 15 in Wien maturiert und studierte im Anschluss an der Universität Wien Medizin. Nach Abschluss des Studiums 1965 absolvierte er die Ausbildung in Chirurgie unter seinem Lehrer Paul Kyrle. Abb 1971 war er Oberarzt an der 2. Chirurgischen Abteilung der Krankenanstalt Rudolfstiftung. In mehreren Aufenthalten an dem New York University Medical Center (NYU) hat er sich bei Anthony Imparato in Gefäßchirurgie ausgebildet. 1974 führte Redtenbacher die erste Operation der Halsschlagader in regionaler Lokalanästhesie in Europa in der Krankenanstalt Rudolfinerhaus aus. Dadurch konnte die Rate der Schlaganfälle, die durch die Operation ausgelöst werden, entscheidend gesenkt werden. 1978 habilitierte sich Redtenbacher. Von 1982 bis 1986 war Redtenbacher Leiter der Chirurgischen Abteilung des Landeskrankenhauses Klagenfurt. Danach war er als Chirurg in Wien tätig.
Seit 1968 ist er mit Maria Renata Attems verheiratet.

## Wissenschaftliches Interesse
Redtenbacher beschrieb als erster die Anatomie chirurgischer Zugänge zur Arteria carotis interna und Arteria vertebralis bis an die Schädelbasis und zu den Blutgefäßen des Unterschenkels in ihrer gesamten Länge. Er hat sich besonders mit Tumorchirurgie im Verdauungstrakt befasst und unter anderem die Operation von Tumoren beschrieben, die das gesamte kleine Becken ausfüllen, sowie die kombinierte chirurgisch-radiologische Behandlung des Pankreas Karzinoms beschrieben.

## Erfindungen
Redtenbacher hat folgende Erfindungen gemacht und dafür Patente erhalten:
- die Ultraschallendarteriektomie[8]
- eine chirurgische Nahtmaschine für Darmanastosen[9] und den elektrischen Venenstripper.[10]

## Filme
Redtenbacher hat medizinische Filme produziert und auch selbst hergestellt.